# Liste des chanceliers de l'ordre de la Libération

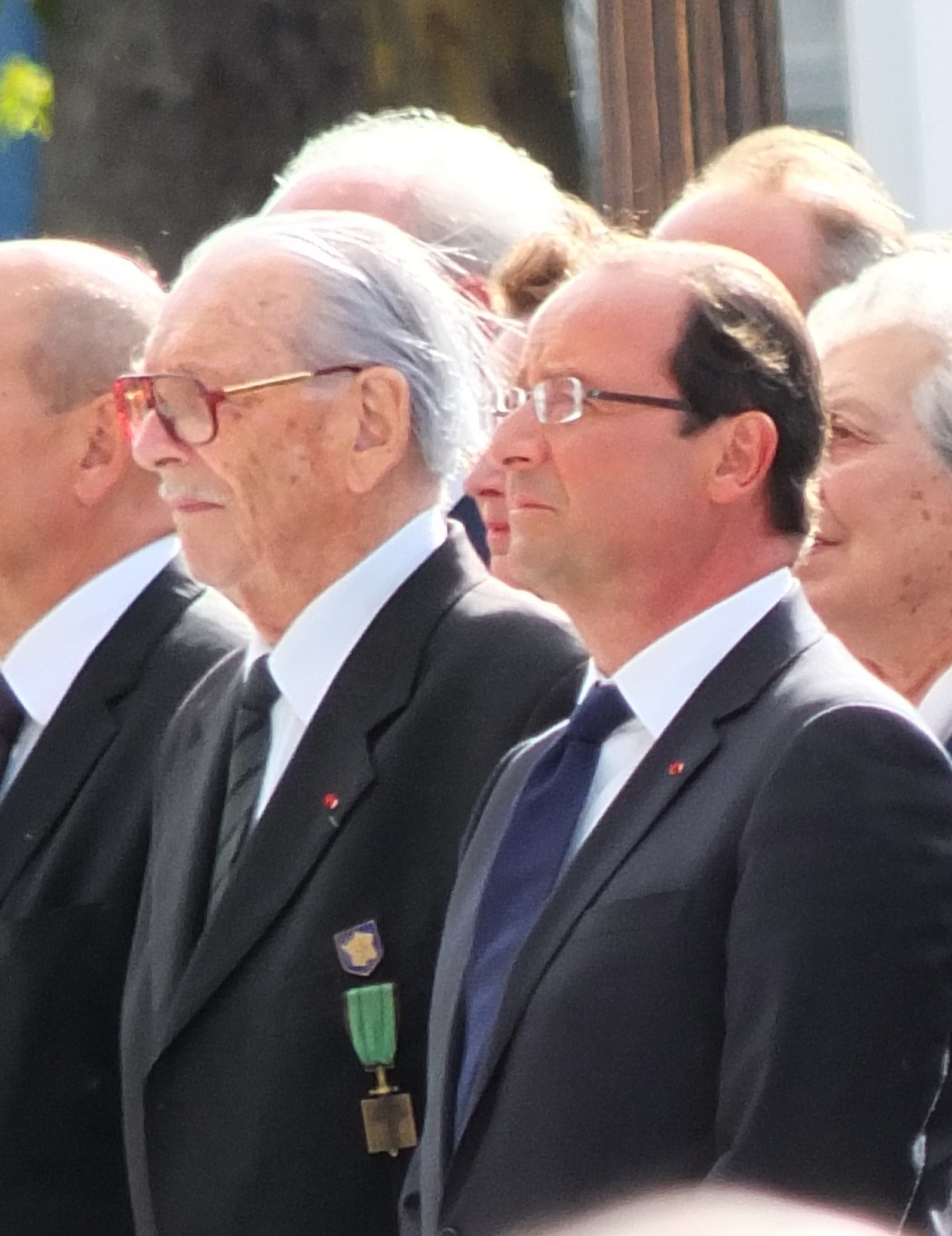
Fred Moore, chancelier de l'ordre de la Libération, aux côtés de François Hollande, président de la République française, lors d'une cérémonie de commémoration de la Libération de Paris, le 25 août 2012, sur le parvis de l'hôtel de ville de Paris.

Les chanceliers de l'ordre de la Libération sont, en France, des compagnons de la Libération nommés par décret du président de la République pour exercer la fonction de chancelier de l'ordre de la Libération. Cet article les recense, par ordre chronologique, depuis la création du Conseil de l'ordre en janvier 1941, jusqu'à sa dissolution en novembre 2012.
À partir de 1962, leur mandat est limité à une période de quatre ans renouvelable.

## Liste chronologique
| Chancelier                    | Décret de nomination | Décret de nomination | Photo |
| ----------------------------- | -------------------- | -------------------- | ----- |
| Georges Thierry d'Argenlieu   | 29 janvier 1941      | [ 1 ]                |       |
| François Ingold               | 19 août 1958         | [ 2 ]                |       |
| Claude Hettier de Boislambert | 21 septembre 1962    | [ 3 ]                |       |
| Claude Hettier de Boislambert | 21 février 1968      | [ 4 ]                |       |
| Claude Hettier de Boislambert | 29 septembre 1970    | [ 5 ]                |       |
| Claude Hettier de Boislambert | 8 août 1974          | [ 6 ]                |       |
| Jean Simon                    | 21 septembre 1978    | [ 7 ]                |       |
| Jean Simon                    | 26 octobre 1982      | [ 8 ]                |       |
| Jean Simon                    | 25 août 1986         | [ 9 ]                |       |
| Jean Simon                    | 22 août 1990         | [ 10 ]               |       |
| Jean Simon                    | 1er septembre 1994   | [ 11 ]               |       |
| Jean Simon                    | 20 août 1998         | [ 12 ]               |       |
| Alain de Boissieu             | 26 septembre 2002    | [ 13 ]               |       |
| Pierre Messmer                | 6 juin 2006          | [ 14 ]               |       |
| François Jacob                | 12 octobre 2007      | [ 15 ]               |       |
| Fred Moore                    | 11 octobre 2011      | [ 16 ]               |       |

## Fin de la fonction
Le Conseil de l'ordre de la Libération est remplacé par le Conseil national des communes « Compagnon de la Libération » en novembre 2012. Fred Moore, qui était le dernier chancelier de l'ordre de la Libération, devient alors le premier délégué national de ce nouveau Conseil.
Après 2017 et la démission de Fred Moore du poste de délégué national, trois chanceliers d'honneur sont nommés : Fred Moore lui-même (2017), puis Daniel Cordier (2017–2020) et enfin Hubert Germain (2020–2021).